# Trần Bá Di
Trần Bá Di (1931 - 2018), nguyên là một tướng lĩnh Bộ binh của Quân lực Việt Nam Cộng hòa, cấp bậc Thiếu tướng. Ông xuất thân từ những khóa đầu tiên ở trường Võ bị Liên quân do Chính phủ Quốc gia Việt Nam được sự hỗ trợ của Quân đội Pháp mở ra tại nam Cao nguyên Trung phần, chuyên đào tạo sĩ quan hiện dịch để phục vụ cho Quân đội Quốc gia trong Quân đội Liên hiệp Pháp. Ông đã bắt đầu với chức vụ Trung đội trưởng Bộ binh cho đến Tư lệnh phó một Quân đoàn. Ngoài ra, trong thời gian phục vụ quân đội, ông còn được bổ nhiệm vào các chức vụ ở những lĩnh vực khác như Hành chính Quân sự, Quân huấn.

## Tiểu sử & Binh nghiệp
Ông sinh ngày 20 tháng 7 năm 1931, trong một gia đình giáo chức tại Mỹ Tho, miền tây Nam phần, Việt Nam. Năm 1944, khi lên Trung học đệ nhất cấp, ông học ở trường Trung học Nguyễn Đình Chiểu, Mỹ Tho đến năm 1949 thi đậu bằng Thành Chung. Sau đó, tiếp tục học lên Trung học Đệ nhị cấp chương trình Pháp ở trường Trung học Lê Quý Đôn, Sài Gòn. Năm 1951, ông tốt nghiệp với văn bằng Tú tài toàn phần (Part II).

### Quân đội Liên hiệp Pháp
Giữa năm 1951, thi hành lệnh động viên, ông nhập ngũ vào Quân đội Liên hiệp Pháp, mang số quân: 51/121.114. Theo học khóa 5 Hoàng Diệu tại trường Võ bị Liên quân Đà Lạt, khai giảng ngày 1 tháng 7 năm 1951. Ngày 24 tháng 4 năm 1952 mãn khóa tốt nghiệp với cấp bậc Thiếu úy hiện dịch. Ra trường, ông được điều động về Tiểu đoàn 61 Việt Nam giữ chức vụ Trung đội trưởng, đồn trú tại Đức Hòa, Chợ Lớn.

### Quân đội Quốc gia Việt Nam
Tháng 10 năm 1952, từ Quân đội Liên hiệp Pháp chuyển sang Quân đội Quốc gia, ông được điều động trở lại trường Võ bị Đà Lạt nhận nhiệm vụ làm Huấn luyện viên khóa 8 Hoàng Thụy Đông. Đến tháng 6 năm 1953, ông chuyển đi làm Chỉ huy phó kiêm Trưởng ban 3 Chi khu biệt lập Mỹ Tho thuộc Phân khu Mỹ Tho. Tháng 4 năm 1954, ông được thăng cấp Trung úy, giữ chức vụ Liên đội trưởng Liên đội 4 thuộc Trung đoàn 2 Vệ binh Nam Việt kiêm Chi khu trưởng Chi khu Chợ Gạo và Chi khu biệt lập Mỹ Tho. Tháng 8 cùng năm, ông được đặc cách thăng cấp Đại úy và được chỉ định làm Tiểu đoàn trưởng Tiểu đoàn 582 thuộc Trung đoàn Địa phương 134, kiêm Tiểu khu trưởng Gò Công thuộc Phân khu Mỹ Tho.

### Quân đội Việt Nam Cộng hòa
Sau một thời gian chuyển sang cơ cấu mới là Quân đội Việt Nam Cộng hòa (cuối tháng 10 năm 1955, cải danh từ Quân đội Quốc gia). Tháng 6 năm 1956, ông được cử làm phó Phòng 3 trong Bộ Tư lệnh Đệ nhất Quân khu Sài Gòn. Giữa năm 1957, ông được cử giữ chức vụ Trưởng phòng 3. Tháng 10 cùng năm, được cử đi du học khóa Bộ binh cao cấp tại trường Fort Benning, Tiểu bang Georgia, Hoa Kỳ. Tháng 4 năm 1958 mãn khóa về nước, ông được cử làm Trưởng phòng 3 Liên Quân khu I + V và Thủ đô Sài Gòn. Đến tháng 9 năm 1959, ông được chỉ định làm Phó Tỉnh trưởng Nội an tỉnh Phong Dinh kiêm Chỉ huy trưởng Cơ quan Quân sự Phong Dinh thuộc Quân khu V.
Tháng 7 năm 1961, ông được thăng cấp Thiếu tá tại nhiệm. Tháng 9 cùng năm, thuyên chuyển trở về đơn vị Bộ binh, ông được cử giữ chức vụ Chỉ huy Trung đoàn 33 thuộc Sư đoàn 21 Bộ binh thay thế Thiếu tá Đặng Đình Thụy. Đến đầu năm 1963, ông được chuyển trở lại Cần Thơ và được bổ nhiệm chức vụ Tỉnh trưởng kiêm Tiểu khu trưởng Phong Dinh thay thế Thiếu tá Lê Văn Tư. Tháng 6 cùng năm, ông được thăng cấp Trung tá tại nhiệm.
Đầu tháng 1 năm 1966, ông được cử đi du học lớp Tham mưu cao cấp (khóa 1966 - 1) thụ huấn 16 tuần tại Học viện Chỉ huy và Tham mưu Fort Leavenworth, Kansas, Hoa Kỳ. Đến tháng 6 cùng năm mãn khóa về nước, ông được chỉ định làm Tham mưu trưởng trong Bộ Tư lệnh Sư đoàn 9 Bộ binh đóng tại Sa Đéc thay thế Trung tá Khưu Ngọc Tước. Tháng 3 năm 1967, ông được cử làm Phó Tư lệnh Sư đoàn 9 thay thế Trung tá Đặng Đình Thụy.
Tháng giêng năm 1968, ông được thăng cấp Đại tá tại nhiệm. Sau đó, ông chuyển về Cần Thơ giữ chức vụ Tham mưu trưởng Quân đoàn IV và Vùng 4 chiến thuật. Tháng 7 cùng năm, một lần nữa ông trở lại Sa Đéc và được bổ nhiệm chức vụ Tư lệnh Sư đoàn 9 Bộ binh thay thế Thiếu tướng Lâm Quang Thi được cử đi làm Chỉ huy trưởng trường Võ bị Quốc gia tại Đà Lạt.
Tháng 4 năm 1970, ông được đặc cách ở mặt trận thăng cấp Chuẩn tướng tại nhiệm. Đến tháng 4 năm 1971, ông được cử làm Trưởng đoàn hướng dẫn phái đoàn gồm 37 quân nhân các cấp xuất sắc, thăm viếng Trung Hoa Quốc gia (Đài Loan) trong thời gian 1 tuần lễ.
Ngày Quốc khánh Đệ Nhị Cộng hòa 1 tháng 11 năm 1972, một lần nữa ông được đặc cách ở mặt trận thăng cấp Thiếu tướng tại nhiệm. Hạ tuần tháng 10 năm 1973, ông được lệnh bàn giao chức vụ Tư lệnh Sư đoàn 9 Bộ binh lại cho Chuẩn tướng Huỳnh Văn Lạc (nguyên Tham mưu trưởng Quân đoàn IV). Tháng 12 cuối năm, ông được chỉ định giữ chức vụ phó Tư lệnh Quân đoàn IV thay thế Chuẩn tướng Nguyễn Thanh Hoàng được xét cho giải ngũ. Ngày quốc khánh 1 tháng 11 năm 1974, ông thuyên chuyển về Sài Gòn và được chỉ định làm Chỉ huy trưởng Quân trường Quang Trung thay thế Thiếu tướng Phạm Văn Phú được bổ nhiệm làm Tư lệnh Quân đoàn II và Quân khu 2.
- Trung tâm Huấn luyện Quốc gia Quang Trung vào thời điểm tháng 4/1975, nhân sự của Bộ chỉ huy Trung tâm được phân bổ trách nhiệm như sau:
-Chỉ huy trưởng - Thiếu tướng Trần Bá Di
-Chỉ huy phó - Đại tá Nguyễn Văn Huấn[9]
-Tham mưu trưởng - Đại tá Phạm Văn Hưởng[10]

## 1975
Sau ngày 30 tháng 4, ra trình diện Ban Quân quản Chính quyền mới, chính quyền đưa ông đi học tập và cải tạo từ Nam ra Bắc qua các trại giam: Cần Thơ và Hốc Môn (1975-1976). Yên Bái, Hà Tây, Nam Hà (từ năm 1976). Năm 1988 chuyển về trại tù Z30D ở Hàm Tân. Mãi đến ngày 5 tháng 5 năm 1992 ông mới được trả tự do.
Ngày 30 tháng 4 năm 1993, ông được xuất cảnh đi đoàn tụ với gia đình tại Orlando, Florida, Hoa Kỳ.
Ngày 23 tháng 3 năm 2018, ông từ trần tại nơi định cư. Hưởng thọ 87 tuổi.

## Huy chương
-Bảo quốc Huân chương đệ tam đẳng và một số huy chương quân sự, dân sự khác.

## Gia đình
- Thân phụ: Cụ Trần Văn Vạng (nguyên là Tổng Giám thị trường Trung học Nguyễn Đình Chiểu, Mỹ Tho)
- Thân mẫu: Cụ Trần Thị Thạnh.
- Bào đệ: Trần Bá Linh[12], Trần Bá Thanh[13],Trần Bá Nhân[14]
- Bào muội: Trần Quỳnh Anh, Trần Quỳnh Hoa, Trần Nguyệt Ánh, Trần Nguyệt Thu, Trần Lan Hương, Trần Lan Châu và Trần Xuân Mai
- Phu nhân: Bà Đoàn Thị Bé
- Các con: Trần Minh Trí[15], Trần Quế Hương, Trần Thiện Toàn và Trần Đoàn Minh